# José Antonio Irulegui Garmendia
José Antonio Irulegui Garmendia (Lasarte-Oria, 1 d'abril de 1937) és un exfutbolista i entrenador de futbol basc.

## Trajectòria
Jugava a la posició de defensa. Destacà principalment a dos clubs, la Reial Societat i el Pontevedra CF. També fou un cop internacional amb la selecció espanyola sots 21. A mitjan anys 1970 començà la seva carrera d'entrenador. Els seus majors èxits foren la consecució de diversos ascensos de categoria amb equips com Deportivo de la Coruña, Real Múrcia, Real Burgos o Vila-real CF. A més fou tres temporades entrenador de la Reial Societat i dues del RCD Espanyol, entre 1978 i 1980. Als Països Catalans també entrenà el Llevant UE i RCD Mallorca.